# Датско-мексиканские отношения
Датско-мексиканские отношения — двусторонние дипломатические отношения между Данией и Мексикой. Обе страны являются полноправными членами Организации экономического сотрудничества и развития и Организации Объединённых Наций.

## История
В 1542 году первый известный датчанин посетил Мексику, принц Якоб Датский жил среди коренных народов в южной части этой страны. В 1827 году между странами были установлены дипломатические отношения с подписанием Договора о дружбе, торговле и мореплавании. В 1864 году Мексика назначила первого посла в Дании. Вскоре после этого было открыто почётное консульство в Копенгагене, а в марте 1931 года было открыто посольство. Во время Второй мировой войны Мексика закрыла посольство в Копенгагене (в то время как Дания сохранила свою дипломатическую миссию в Мехико). Вскоре после окончания войны Мексика вновь открыла своё посольство в Копенгагене.

## Экономические отношения
Датские компании, имеющие свои филиалы в Мексике: A.P. Moller-Maersk Group, Grundfos, LEGO, Danisco, Novo Nordisk, FLSmidth и Danfoss, Grundfos и Palsgaard открыли заводы в штате Сан-Луис-Потоси. В 2005 году Мексика поставила Дании товаров на сумму 8 млн долларов США, а в 2007 году — на 130 млн долларов США. Датский экспорт в Мексику вырос с 71 млн до 320 млн долларов США с 2005 по 2007 год. В 2014 году товарооборот между странами составил сумму в 689 миллионов долларов США.